# 芥菜疙瘩
芥菜疙瘩（华北俗称），也叫根用芥菜（通称）、大头菜（中国大陆及香港俗称）、玉根（东北俗称）、芥头、芥菜头、辣菜疙瘩、辣疙瘩，为芥菜的一个变种。